# Діти індиго
Діти індиго — псевдонауковий термін, введений містиком Ненсі Енн Тепп для позначення обдарованих дітей, які, на її думку, мають ауру кольору індиго. Широку популярність термін здобув у кінці 1990-х завдяки згадкам в працях, що мають стосунок до руху нью-ейдж.
Дітям індиго в парапсихології та популярних віруваннях приписується безліч незвичайних властивостей, починаючи від високого рівня інтелекту та закінчуючи телепатичними здібностями. Часто стверджується також, що «діти індиго» є «новою расою людей». Незважаючи на широку популярність, не існує жодного наукового доказу об'єктивності існування дітей з такими рисами. Скептично налаштовані педагоги та журналісти відзначають, що саме явище «діти індиго» носить характер містифікації. Крім того, велика частина ознак та якостей «дітей індиго» давно відома психіатрам та психотерапевтам і описується діагнозом СДУГ (синдром дефіциту уваги та гіперактивність).
Сучасною наукою термін «діти індиго» як такий не використовується. Явищу «дітей індіго» присвячені декілька фільмів і велика кількість книг.

## Походження терміна
Термін вперше було використано американським екстрасенсом Ненсі Енн Тепп в 1982 році в книзі «Як розібратися в житті за допомогою кольору». Станом на 2006 рік, на думку Тепп, 70 % дітей у віці до 10 років і 40 % у віці від 15 до 25 були «індиго».
Широке поширення термін отримав в 1999 році після успіху книги Лі Керрола та його дружини Джен Тоубер «Діти індиго: Нові діти прибули». Керролл стверджує, що подібна тема виникла як наслідок спілкування з «носієм ангельської енергії», якого він іменує Крайон.

## Риси «дітей індиго»
«Дітям індиго» приписуються висока емоційна чутливість, розвинені фізичні чуття, велика сила волі та розвинена інтуїція, здатність помічати незвичайні речі. Їм часто притаманне відчуття особливої місії в житті, великого значення для світу. Нерідко визначальними рисами «дітей індиго» перелічуються високий IQ, гостра інтуїція, впевненістю в собі, стійкістю до авторитету, відчуття себе старшими, ніж є насправді, підвищена чутливістю до світла, відчуття руйнівних тенденцій. В популярних віруваннях «діти індиго» уявляються вищим ступенем розвитку людства, на них покладаються сподівання виправити сучасні суспільні проблеми.
Також парапсихологами виділяються «кристальні діти» — загалом аналогічні до індиго, але виражені ідеалісти, котрі воліють діяти, керуючись несвідомими спонуканнями. Їм приписується відчуття єдності з усіма людьми та істота взагалі, безкорислива допомога іншим, розвинена здатність до самонавчання на противагу навчанню від учителів чи батьків. Іноді вони вважаються здібними до ясновидіння та цілительства.
Інший різновид особливих дітей — так звані «зоряні насінини» (Starseed). Вони уявляються як екстрасенси, телепати, котрі в ході минулих реінкарнацій знаходять особливих батьків для втілення на Землі та виконання місії зі встановлення миру та справедливості. Їм також приписується особлива здатність навчати інших людей свого світогляду.

## Критика
Риси, котрі приписуються «дітям індиго», «кристальним дітям» чи «зоряним насінинам» (емоційна чутливість, відкидання авторитетів, відчуття себе старшими, віра в свою унікальність та велике призначення) є типовими для дітей з синдромом порушення активності та уваги або синдромом дефіциту уваги та гіперактивності. Віра в надприродні якості таких дітей зросла на фоні загального росту віри в надприродне. В той же час тлумачення симптомів згаданих синдромів у позитивному ключі є запорукою запобігання спричинених ними конфліктів у родинах.
Дослідниця аутизму Мітці Вальц вказує, що розлади аутистичного спектру часто визначаються батьками як ознаки «дітей індиго». Тлумачення розладів у позитивному ключі як паранормальних здібностей в цьому випадку навпаки небезпечне. Адже воно заперечує наявність у дітей порушень, спонукає відмовлятися від перевірених методів лікування, передає самим дітям переконання, котрі вводять їх в оману та погіршують симптоми розладів.

## У фільмах

### Документальні
- «Індиго» (США,2003) — фільм Стівена Дейча.[14]
- «Еволюція індиго» (США, 2006) — фільм Джеймса Тваймана.[15]
- «Діти світла» (Росія, 2006) — режисер Валерій Шатін. На замовлення Міжнародного Центру Реріхів.[16]

### Художні
- «Індиго» (Росія, 2008).[17]
- «Діти індиго» (США, 2012)[18]